# Valle de la Luna (Jujuy)
El denominado Valle de la Luna, también llamado Valle de la Luna jujeño, Valle de la Luna de Jujuy, Valle de la Luna de Cusi Cusi o Valle de Marte, es una formación geológica que se ha constituido en un atractivo turístico del oeste de la provincia de Jujuy, en la región altiplánica del noroeste de la Argentina. Ha adquirido relevancia al quedar junto a la nueva traza de la Ruta Nacional 40.

## Ubicación y características

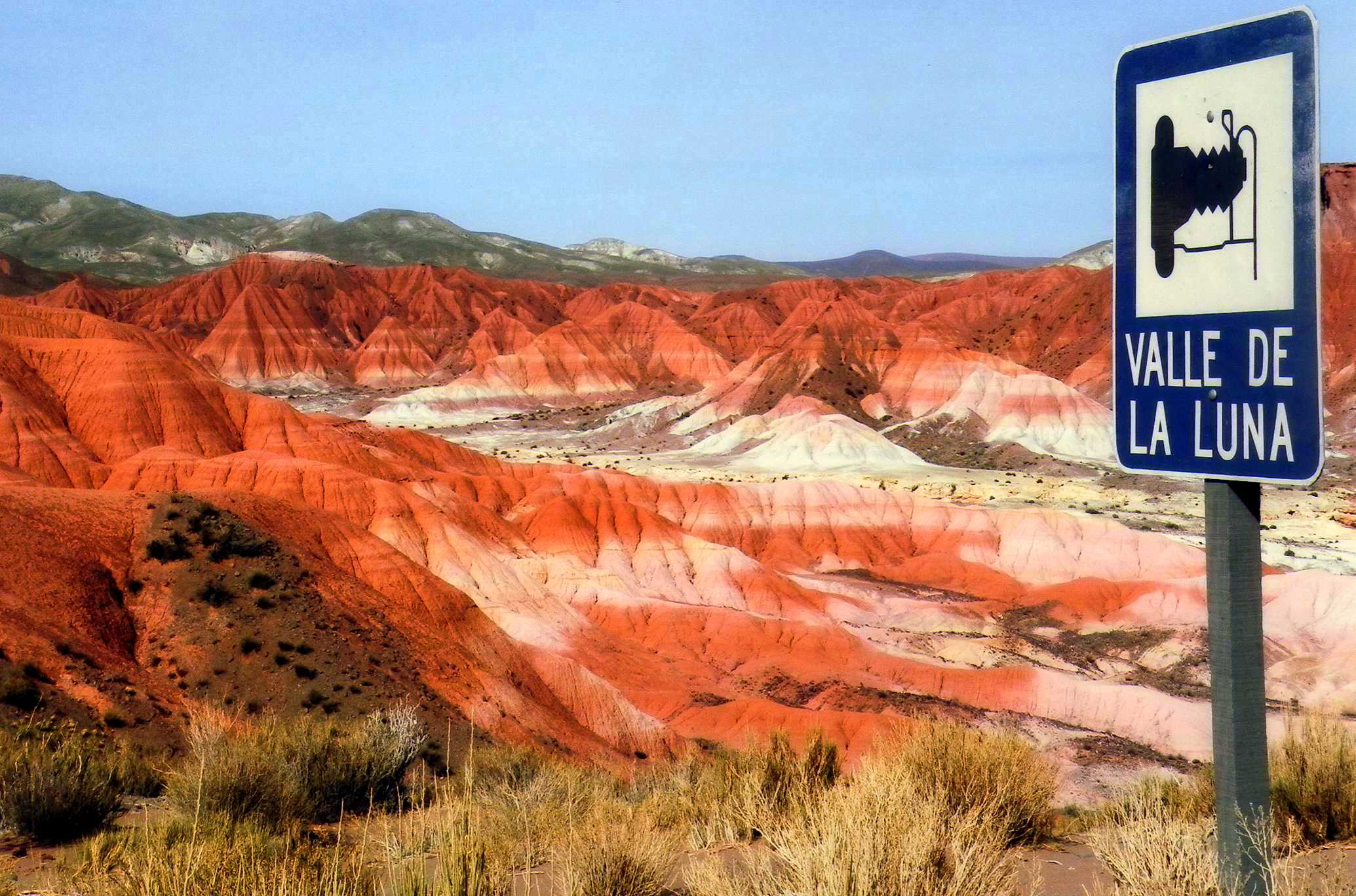
El Valle de la Luna jujeño en las cercanías de Cusi Cusi.

El Valle de la Luna se ubica en el noroeste de la Argentina, en pleno altiplano (jujeño, en el departamento de Rinconada, a una altitud de 3770 m s. n. m., en las coordenadas: 22°21′5.97″S 66°27′41.50″O / -22.3516583, -66.4615278, y a 1 km al este del el río Granadas, límite con el departamento de Santa Catalina.
Se sitúa en el paraje Matancillas, al pie de la cordillera de Lípez y del volcán Granada, pocos kilómetros al este de la localidad de Cusi Cusi, localizándose a 1 km al oeste del río Orosmayo, en el interfluvio de los ríos Granadas y Tiomayo, justo antes que este vuelque sus aguas en el Granadas. Ambos ríos forman parte de la cuenca de captación del río San Juan del Oro.
Características de esta formación geológica
El Valle de la Luna está posicionado en una amplia hoyada labrada fundamentalmente sobre distintos tipos de arcillas, rodeados de una comarca formada por basaltos, escoria y lava gris y negra, con riscos y farallones de origen volcánico decon alturas de hasta 800 metros. Dada la extrema aridez, el área casi no posee vegetación, por lo cual la primera capa de suelo no tiene la defensa que le pudieran presentar las raíces de las plantas, deteniendo la erosión causada por el viento y las lluvias torrenciales, por lo que con el transcurso de milenios se han ido creado extrañas formas, esculpiéndose domos, quebradas y columnas, en medio de un paisaje agreste, desértico, donde dominan variados colores: verdes, grises, pálidos beige, pasando por tonalidades de rosa, naranja, castaño oscuro, hasta el rojo y el carmesí. Esto ocurre en razón de la variada composición mineral de las distintas vetas erosionadas; todos ellos exhiben una más vívida coloración a causa de la intensidad de la luz solar provocada por la diafanidad del aire a tal elevada altitud, y a su muy baja humedad.
Reconocimiento turístico
Esta curiosa postal de tipo lunar, —o marciana en razón del color rojo dominante— era poco conocida. Su trascendencia cambió cuando pasó a quedar situado junto a una carretera turística con reconocimiento internacional. En mayo de 2005, la Dirección Nacional de Vialidad y su par jujeña firmaron un convenio —refrendado por Ley Provincial 5520— mediante el cual se traspasaron tramos de rutas provinciales a la jurisdicción nacional, para construir con ellos el denominado "corredor minero", el cual se convirtió en la nueva traza norte de la emblemática Ruta Nacional 40, una carretera de 5301 km —la más larga del país—que une el cabo Vírgenes en Santa Cruz (situado al oriente del Estrecho de Magallanes), hasta la ciudad de La Quiaca (Jujuy), sobre el límite con Bolivia, en un recorrido general paralelo a la Cordillera de los Andes, y que trepa desde el nivel del mar hasta más de 5000 m s. n. m. en el Abra del Acay, convirtiéndola así en la ruta nacional más alta del mundo. 
La formación geológica se puede apreciar desde la misma ruta 40 (hacia el oeste) estando indicado el punto panorámico mediante cartelería específica; del mismo modo, también es posible contemplar otros ángulos desde el camino de acceso a Cusi-Cusi (mano izquierda, hacia el sur), antes de cruzar el río Granadas. La intensidad de los colores es mayor a la tarde que en horas de la mañana.

## Características de la zona
La zona donde se sitúa el Valle de la Luna se ubica en la faja ecológica conocida como ‘’Puna subhúmeda’’.  Allí las condiciones climáticas son áridas, con precipitaciones anuales de 300 mm, y temperaturas medias anuales de alrededor de 7 °C en los sectores de menor altitud. 
Fitogeografía
Según la clasificación de Ángel Lulio Cabrera, fitogeográficamente las áridas estepas de la región del Valle de la Luna pertenecen al distrito fitogeográfico de la puna semihúmeda de la provincia fitogeográfica puneña. La vegetación dominante son los pastizales abiertos de distintas especies del género Festuca (eliminados por el pastoreo de lanares y camélidos), con arbustales muy abiertos integrados por varias especies del género Parastrephia.  En las márgenes de los arroyos se desarrollan vegas compuestas por cojines de hierbas perennes (Rockhausenia pygmaea, Oxychloe andina, etc.). En los sectores de mayor altitud las comunidades se incluyen en el distrito fitogeográfico altoandino quechua de la provincia fitogeográfica altoandina.
Ecorregiones
Ecorregionalmente la zona donde se encuentra el Valle de la Luna pertenece a la ecorregión terrestre puna de los andes centrales.